# Amfreville-la-Campagne
Amfreville-la-Campagne är en kommun i departementet Eure i regionen Normandie i norra Frankrike. Kommunen ligger i kantonen Amfreville-la-Campagne som tillhör arrondissementet Bernay. År 2018 hade Amfreville-la-Campagne 915 invånare.

## Befolkningsutveckling
Antalet invånare i kommunen Amfreville-la-Campagne
Referens:INSEE